# ریکاردو زینا
ریکاردو زینا (ایتالیایی: Riccardo Zinna؛ ‏ ۱۸ مهٔ ۱۹۵۸ – ۲۰ سپتامبر ۲۰۱۸) هنرپیشه، و کارگردان فیلم اهل ایتالیا بود.
از فیلم‌هایی که وی در آن نقش داشته‌است، می‌توان به خاطرات عزیز، مرا به خاطر بسپار، عشق من، نیروانا و گومورا اشاره کرد.